# 금양운수
금양운수(錦陽運輸)는 서울특별시의 마을버스 업체이다. 본사는 서울특별시 중구 만리재로 193, 711호 (만리동1가, 서울역디오빌)에 있으며 전 차량이 자일대우 NEW BS090으로 운행한다.

## 역사
- 2011년 8월 2일: 회사 창립
- 2011년 10월 5일: 용산구 원효로2가로 본사 이전
- 2011년 10월 24일: 한빛운수 마을버스 용산04번을 본 회사에서 운행
- 2012년 12월 17일: 용산구 만리재로 202 (서계동)로 본사 이전
- 2015년 1월 9일: 중구 만리재로 193 (만리동1가)로 본사 이전

## 운행 노선
| 운행노선 | 운행구간 | 운행구간 | 운행구간 | 배차간격 (분) | 비고                           |
| -------- | -------- | -------- | -------- | ------------- | ------------------------------ |
| 용산04번 | 서울역   | ↔        | 서울역   | 7             | 구 용산마을 6번, 468번, 0016번 |